# Anania hortulata
Anania hortulata (Linnaeus 1758) је врста ноћног лептира (мољца) из породице Crambidae.

## Распрострањење и станиште
Врста је широко распрострањена на подручју Европе, а живи и на територији Северне Америке. У Србији је широко распрострањена, среће се од низијских подручја до висина до 1500 метара надморске висине. Може се наћи у разним стаништима, укључујући баште, живице, практично свугде где има главне биљке хранитељке - коприве.

## Опис
Глава и грудни кош су окер-жуте боје са црним пегама. Крила су жућкасто-бела са црнкастим пегама, дуж ивице крила имају тамну испрекидану линију. Гусеница је беличаста, леђна линија загасито зелена, са белим ивицама, глава црне боје. Распон крила је 24-28 mm. Лептир лети од маја до септембра, у Србији најчешћи током јуна и јула, јавља се једна генерација годишње. Главна биљка хранитељка је коприва Urtica dioica, али хране се и  врстама рода Stachys, Marrubium, Ballota, наном (Mentha spp.) и другим. Презимљава у стадијуму лутке.

## Галерија
- гусеница
- лутка
- лутка
- зачетак кокона

## Синоними
- Eurrhypara hortulata (Linnaeus, 1758)
- Botys urticalis (Denis & Schiffermüller, 1775)
- Eurrhypara urticata Linnaeus